# Femme assise dans un fauteuil (Picasso, Riehen)
Pour les articles homonymes, voir Femme assise dans un fauteuil.
Femme assise dans un fauteuil est un tableau réalisé par Pablo Picasso en 1910. Cette huile sur toile est le portrait cubiste d'une femme dans un fauteuil. Elle est conservée à la fondation Beyeler, à Riehen, en Suisse.